# Pseudagrion punctum
Pseudagrion punctum är en trollsländeart som först beskrevs av Jules Pièrre Rambur 1842.  Pseudagrion punctum ingår i släktet Pseudagrion och familjen dammflicksländor. Inga underarter finns listade i Catalogue of Life.